# Slavoj Žižek
Slavoj Žižek (Ljubljana, 21. ožujka 1949.) je slovenski filozof, poznat je njegov doprinos na polju političke teorije, teorije filma i teorijske psihoanalize. Najveći utjecaj na njegov filozofski razvoj imao je Jacques Lacan, Georg Wilhelm Friedrich Hegel i marksizam.
Zaposlen je kao stariji istraživač na Institutu za sociologiju i filozofiju na Sveučilištu u Ljubljani i profesor je na prestižnoj European Graduate School. On je i direktor na Birkbeckovom Institutu društvenih znanosti u Londonu i predsjednik Društva teorijskih psihoanalitičara u Ljubljani. Kao profesor gostovao je na univerzitetima u Chicagu, Columbiji, na London Consortium, na Princetonskom univerzitetu, The New School, Univerzitetu u Minnesoti, Kaliforniji i Michiganu. Od 2005. Žižek je član Slovenske akademije znanosti i umjetnosti.
Žižek je postigao međunarodno priznanje kao socijalni teoretičar nakon što je objavljena njegova prva knjiga na engleskom  The Sublime Object of Ideology godine 1989. Za njega kažu da je "jedan od svjetski najpoznatijih javnih intelektualaca," a neki idu i dalje i kažu da je “Borat filozofije”, “Elvis kulturnih teorija”, i “najpoznatiji svjetski filozof”. Ovakve usporedbe sam najradije izbjegava.

## Životopis
Godine 1971. u Ljubljani, na Filozofskom fakultetu, diplomirao je filozofiju i sociologiju. Doktorirao je na temu psihoanalize u Parizu ( Universite Paris-VII).
Svrstava se u filozofe poststrukturalizma i opisuje samog sebe kao "staromodnog marksista" i "ljevičarskog ekstremista". Žižek je jedan od najplodnijih filozofskih pisaca današnjice i napisao je ukupno više od 100 knjiga i preko 900 radova. Piše slovenskim, francuskim i engleskim jezikom, uz to zna hrvatski, srpski, i talijanski jezik. Jedan je od najpoznatijih i najkontroverznijih intelektualaca današnjice.
Žižek je rođen u Ljubljani, Slovenija u tadašnjoj SFRJ, u obitelji srednje klase. Oba njegova roditelja bili su ateisti. Njegov otac Jože Žižek bio je ekonomist i javni službenik u Prekomurju, na istoku Slovenije, a majka Vesna računovođa u državnoj firmi. Većinu djetinjstva proveo je u primorskom mjestu Portorož. Obitelj se preselila natrag u Ljubljanu i tu je Slavoj pohađao prestižnu Srednju školu Bežigrad. Godine 1967., upisao se na Sveučilište u Ljubljani gdje je studirao filozofiju i sociologiju. Nakon što je dobio titulu Doktora umjetnosti na području filozofije na Sveučilištu u Ljubljani, počeo je studirati psihoanalizu na pariškom Univerzitetu s Jacques-Alainom Millerom i Françoisom Regnaultom.
Žižek je počeo studirati u doba liberalizacije Titove Jugoslavije. Francuske strukturaliste počeo je čitati i prije nego što je počeo djelovati na sveučilištu. Godine 1967 objavio je prvi prijevod teksta Jacquesa Derrida na slovenski.
Među onima koji su utjecali na njega u ranom periodu bio je slovenski marksistički filozof Božidar Debenjak, koji je uveo ideje Frankfurtske škole u Sloveniju. Debenjak je predavao filozofiju njemačkog idealizma na Sveučilištu u Ljubljani, i njegovo čitanje Marksovog Kapitala s pogleda Hegela u knjizi Fenomenologija uma utjecao je na mnoge mlade slovenske filozofe uključujući Žižeka.
Žižek se kretao u krugovima disidentskih intelektualaca, uključujući filozofe Tinu Hribara i Ivu Urbančića, i objavljivao je članke u alternativnim časopisima kao što su Praxis School, Tribuna i Problemi, koji je također i uređivao. Godine 1971. dobio je mjesto na Sveučilištu u Ljubljani kao pomoćni istraživač. Godine 1973., nakon što su Josip Broz Tito i Stane Dolanc smijenili liberalno slovensko predsjedništvo, Žižek je otpušten nakon što je njegova disertacija izričito okarakterizirana kao "ne-Marksistička". Nekoliko sljedećih godina proveo je u vojnoj službi u Jugoslavenskoj narodnoj armiji u Karlovcu.
Nakon što je četiri godine bio nezaposlen, Žižek je dobio mjesto službenika u Slovenskom Marksističkom Centru. U to vrijeme priključio se grupi slovenskih studenata, među kojima su bili i Mladen Dolar i Rastko Močnik, koja se teorijski fokusirala na teoriju psihoanalize koju je postavio Jacques Lacan. Godine 1979, zaposlio se kao istraživač na Institutu za sociologiju na Univerzitetu u Ljubljani uz pomoć filozofa Ivana Urbančića.
Početkom osamdesetih odlazi u Pariz i tu je pohađao tjedni seminar Jacquesa-Alaina Millera, poznatog kao sljedbenika Jaquesa Lacana. U to vrijeme pohađao je disertacijski program na sveučilištu u Parizu.
Krajem osamdesetih godina dvadesetog stoljeća privukao je pozornost kao kolumnist alternativnog časopisa za mlade Mladina, to je uključivalo kritiku Titovog režima, kritiziranje više aspekata Jugoslavenske politike, posebno militarizaciju društva. Žižek je bio član Komunističke Partije Slovenije do listopada 1988., kada ju je napustio zbog neslaganja s Ljubljanskim procesom protiv četvorice novinara koji su optuženi da su objavili vojnu tajnu, zajedno s još 32 slovenska intelektualca. Između 1988. i 1990. aktivno je sudjelovao u nekoliko političkih i građanskih pokreta koji su se borili za demokraciju u Sloveniji, a najpoznatija je Komitet za obranu ljudskih prava. Na prvim slobodnim izborima 1990, kandidirao se za Predsjednika Republike Slovenije za Liberalnu Demokratsku Stranku.
Usprkos svom aktivnom sudjelovanju u liberalnim demokratskim kretanjima, Žižek ostaje vjeran komunističkom idealu. Godine 2008. u intervju s Amy Goodman na Democracy Now!, opisao je samog sebe kao "komunista u kvalificiranom obliku," a u drugom pojavljivanju u listopadu 2009. opisao se je kao "radikalnog ljevičara." Sljedeće godine Žižek je gostovao u dokumentarnom filmu na analu Arte pod imenom Marx Reloaded, u kojem brani ideju komunizma.
Bio je oženjen s Renatom Salecl, koja je isto priznati filozof u Sloveniji i s kćerkom Argentinskog psihoanalitičara, fotomodelom Analiom Hounie.

### Rad i međunarodno priznanje
U svojim ranim radovima Žižek objašnjava Hegela i Marxa pomoću Lancanove teorije. U to vrijeme u osamdesetim godinama prošlog stoljeća preveo je na slovenski jezik radove Lacana, Sigmunda Freuda i Althussera. Uz to napisao je predgovor slovenskim prijevodima detektivskih priča G. K. Chestertona i Johna Le Carréa. Godine 1998. objavio je prvu knjigu koja je potpuno posvećena teoriji filma. Međunarodno priznanje dobio je 1989. objavljivanjem prve knjige na engleskom The Sublime Object of Ideology.
Prihvaćajući pogled na svijet koji spaja marksizam s učenjima Jacquesa Lacana, Žižekov rad se bazira na tome kako kapitalizam utječe na način na koji razmišljamo i funkcioniramo u našem društvu, te kako se to odražava u svemu od pop psihologije do vodovoda. Jedan je od rijetkih filozofa koji je svoju karijeru izgradio govoreći svojoj publici stvari koje vjerojatno ne žele čuti.
Žižek je napisao tekst uz fotografije Bruce Webera u katalogu za Abercrombie & Fitch. Na pitanje o tome u Boston Globe odgovorio je: "Kad bih se morao odlučiti da li ću za novac raditi ovakve stvari ili da postanem redovno zaposlen kao američki akademik, koji ljubi guzice da bi objavio sveučilišni članak, sa zadovoljstvom bih odabrao pisanje ovakvih tekstova!"
Žižek redovito objavljuje u časopisima Lacanian Ink i In These Times u SAD, New Left Review i The London Review of Books u Velikoj Britaniji, te u Slovenskom ljevičarskom magazinu Mladina i dnevnim listovima Dnevnik i Delo. Surađuje i s utjecajnim Poljskim ljevičarskim časopisom Krytyka Polityczna, regionalnim ljevičarskim magazinom Novi Plamen, i jedan je od urednika psihoanalitičarskog časopisa Problemi.
Magazin Foreign Policy uvrstio ga je među najveće umove u 2012. godini.

Žižek! ili Žižek!, dokumentarni je film iz 2005. redateljice Astre Taylor, koji dočarava Žižekova putovanja po Europi, Južnoj Americi i Sjedinjenim Državama. Taylor također intervjuira Žižeka izvan pozornice i iznosi svoja razmišljanja o njemu kao o javnoj osobi, njegovoj slavi, te reputaciji među ostalim akademicima. Film je osvojio nagradu na Toronto Film festivalu 2005. godine.

## Učenje
Ian Parker tvrdi da ne postoji Žižekov sistem u filozofiji jer nas Žižek sa svim svojim nedosljednostima, pokušava natjerati da više razmišljamo o tome koliko smo spremni vjerovati i prihvatiti učenje jednog autora (Parker, 2004). Sam Žižek brani Jacquesa Lacana, koji neprekidno usavršava svoje teorije, objašnjavajući kako nije uloga filozofa da nam objasni što je svijet, nego nas ponukati da preispitamo svoje ideološke pretpostavke. Filozof po njemu je onaj koji postavlja pitanja, a ne onaj tko pokušava odgovoriti na njih.